# Andrzej Pałucki
Andrzej Teodor Pałucki (ur. 10 listopada 1949 w Chełmicy Dużej) – polski samorządowiec, od 2006 do 2014 prezydent Włocławka.

## Życiorys
Ukończył Technikum Rolnicze oraz Studium Nauczycielskie w Wymyślinie, następnie studia magisterskie w Wyższej Szkole Pedagogicznej w Bydgoszczy. Absolwent podyplomowego studium nauk politycznych w Wyższej Szkole Nauk Społecznych przy KC PZPR w Warszawie, a także z zakresu zarządzania finansami i marketingu na Uniwersytecie Mikołaja Kopernika w Toruniu i międzynarodowego podyplomowego studium zarządzania przedsiębiorstwem, organizowanego przez UMK i VUT w Brnie.
Był zatrudniony jako nauczyciel w Technikum Chemicznym we Włocławku, później w przedsiębiorstwach związanych z kółkami rolniczymi, w Komendzie Wojewódzkiej Milicji Obywatelskiej i jako kierownik wydziału KW PZPR. Następnie zajmował kierownicze stanowiska w spółkach prawa handlowego.
W latach 1998–2002 pełnił funkcję wiceprezydenta Włocławka do spraw gospodarki miejskiej. Od 2002 do 2006 sprawował mandat radnego rady miasta, przewodniczył Komisji Gospodarki Miejskiej i Ochrony Środowiska. W drugiej turze wyborów samorządowych w 2006 został wybrany na urząd prezydenta miasta. W wyborach w 2010 uzyskał reelekcję (wygrał w drugiej turze z kandydatem PiS Łukaszem Zbonikowskim). W 2014 bez powodzenia kandydował na kolejną kadencję – w drugiej turze głosowania przegrał z posłem PO Markiem Wojtkowskim. Został natomiast wybrany do rady miejskiej.
W 2005 otrzymał Krzyż Kawalerski Orderu Odrodzenia Polski, a w 2011 Srebrną Odznaką „Zasłużony dla Ochrony Przeciwpożarowej”.